# Карпов, Евгений Валентинович
Евге́ний Валенти́нович Ка́рпов (род. 6 ноября 1966) — советский и российский легкоатлет, специалист по метанию диска. Выступал в 1985—2001 годах, серебряный и бронзовый призёр чемпионатов России, победитель первенств всесоюзного и всероссийского значения, участник ряда крупных международных турниров. Представлял Москву.

## Биография
Евгений Карпов родился 6 ноября 1966 года. Занимался лёгкой атлетикой в Москве, выступал за Советскую Армию и Профсоюзы.
Впервые заявил о себе на международном уровне в сезоне 1985 года, когда вошёл в состав советской сборной и выступил на юниорском европейском первенстве в Котбусе, где в зачёте метания диска стал четвёртым.
В 1987 году в той же дисциплине занял четвёртое место на соревнованиях в Москве, одержал победу на всесоюзном турнире в Шяуляе.
В 1988 году на соревнованиях в Брянске выиграл бронзовую медаль и установил свой личный рекорд — 65,08 метра. Также отметился победами на турнирах в Москве, Челябинске, Киеве.
В 1989 году участвовал в чемпионате СССР в Горьком.
В 1990 году стал серебряным призёром на зимнем чемпионате СССР по метаниям в Адлере, показал шестой результат на летнем чемпионате СССР в Киеве.
После распада Советского Союза Карпов некоторое время не показывал значимых результатов, но затем вернулся в большой спорт, в частности в 1995 году выиграл серебряную медаль на открытом зимнем чемпионате России по длинным метаниям в Адлере.
В 1996 году взял бронзу на открытом зимнем чемпионате России по длинным метаниям в Сочи, получил серебро на Кубке России в Сочи.
В 1997 году превзошёл всех соперников на открытом зимнем чемпионате России по длинным метаниям в Адлере, стал бронзовым призёром на летнем чемпионате России в Туле.
На чемпионате России 1998 года в Москве вновь завоевал бронзовую награду в метании диска.
В 1999 году победил на зимнем чемпионате России в Сочи, занял шестое место на летнем чемпионате России в Туле.
На зимнем чемпионате России 2001 года в Адлере занял итоговое девятое место.